# کانام نیجریه
کانام (به انگلیسی: Kanam,_Nigeria) یک منطقه از دولت محلی در ایالت پلاتو کشور نیجریه است؛ و مرکز آن در شهر دنگی واقع شده‌است.

## توضیحات
این منطقه ۲۶۰۰ کیلومتر مربع مساحت دارد و دارای ۱۶۵۸۹۸نفر جمعیت طبق سرشماری سال ۲۰۰۶ است.
کد پستی این منطقه ۹۴۰ است.

## زبان
در اینجا به زبان بوگوم سخن گفته می‌شود.